# Іван Дамаскин Попович
Іван Дамаскин Попович (хресне ім'я Данило; більш відомий як Дамаскин Попович; 28 грудня 1889, Збараж — 12 січня 1969, Едмонтон) — український церковний діяч, ієромонах-василіянин, педагог, письменник і видавець у Канаді.

## Життєпис
Данило Попович народився 28 грудня 1889 року в м. Збараж у сім'ї Теодора Поповича і його дружини Катерини з дому Кандирал. Крім нього у сім'ї було ще троє дітей: Лев (†1919), Іван (†1965) і Марія (†1948). Початкову освіту здобув у Збаражі, а середню в Тернопільській українській гімназії (1903—1911), де навчався в одному класі з Іваном Бабієм та Йосифом Сліпим. У 1911—1914 і 1918—1919 роках вчився у Львівській духовній семінарії. Одружився 10 липня 1919 року з Ольгою Чорниш у Тернополі, а 28 грудня 1919 року отримав священничі свячення з рук митрополита Андрея Шептицького. Душпастирював у Магдалівці (1920—1921), Гнилицях (кілька місяців у 1921 році) і Гниличках (1921—1923). Після смерті дружини 23 грудня 1922 року, в червні 1923 року виїхав на душпастирську працю до Канади. У Канаді впродовж шести років обслуговував кілька десятків поселень (колоній) у провінціях Манітоба і Саскачеван. За цей період спровадив до Канади двох своїх племінників: Миколу, сина брата Лева і Миколу, сина брата Івана. Склав пожертву 1300 доларів на Захоронку ім. св. Терези від Дитятка Ісуса, яку провадили сестри служебниці в Збаражі.
1 березня 1929 року вступив до Василіянського Чину на новіціят у Мондерський монастир. 28 серпня 1929 року о. Данило Попович облікся у василіянську рясу і отримав монаше ім'я Іван Дамаскин. Перші обіти склав 14 жовтня 1930 року, а вічні — 15 жовтня 1933 року. На початку монашого життя виконував душпастирське служіння в околицях Мондеру та Едмонтону. Навчав василіянських студентів церковнослов'янської і грецької мов, математики, астрономії і церковного співу.
У 1934 році започаткував василіянську «Бібліотеку добрих книжок», завданням якої було забезпечувати парафії і церковні товариства добрими книгами, написаними в католицькому дусі і засновувати парафіяльні бібліотеки. Замовляв книги в Галичині (у жовківських василіян та у Львові), у США, Бельгії, Німеччині, Чехословаччині та канадських видавництвах. 2 червня 1936 року за старанням о. Поповича було закуплено невелику друкарську машину і засновано василіянську друкарню в Мондері (1949 року перенесена до Торонто), якої він був директором упродовж багатьох років. У Василіянському Чині виконував служіння радника (1938—1941) і секретаря (1941—1945) Американсько-Канадської провінції.
Помер 12 січня 1969 року в лікарні св. Йосифа в Едмонтоні. Похований на українському католицькому цвинтарі святих апостолів Петра і Павла в Мондері.

## Публікації
Писав статті релігійного й історичного змісту в часописах «Світло», «Українські вісті», «Календар Української родини» та «Календар „Світла“».
Книги
- «Сповідь наверненого лікаря» (1925)
- «Українські Коляди і Щедрівки» (1925)
- «Маркіян Шашкевич на тлі відродження Галицької України» (Мондер 1944)
- «Христиняський націоналізм» (1956)
- «Божа дитина. Молитовник для дітей» (Мюнхен 1957)
- «В тіні Хреста. Великопосні пісні» (1957)
- «Служба Божа за померлих і пісні похоронні» (1957)
- «Граматика церковно-словянської мови в українській редакції» (Мондер 1958)
- «Малий церково-слов'янсько-українсько-англійський словник» (уклали о. І. Дамаскин Попович, ЧСВВ і о. Корнилій І. Пасічний, ЧСВВ; Рим 1962)
- «Бог і людина» (Торонто 1966)

Статті
- З минулого міста Збаража // Шляхами золотого Поділля. — Філадельфія 1960. — С. 233—242